# CH 201
CH201 bekannt unter dem Markennamen FRED ist eine Sorte der Kulturbirne (Pyrus communis L.). Sie wurde am Agroscope am Standort Conthey im Kanton Wallis in der Schweiz in jahrelanger Arbeit von Züchter Danilo Christen ausgelesen. Die Birne entstand aus einer natürlichen Kreuzung der geschmackvollen Sorte 'Harrow Sweet' und der besonders lagerfähigen Sorte 'Verdi'.

## Beschreibung
FRED® ist eine attraktive rotbackige Birne, die eine feste Konsistenz des Fruchtfleisches aufweist. Sie kann knackig sein oder auch mal zart schmelzend ist jedoch immer saftig. Die Frucht ist gut lagerfähig und hat ein intensives Birnenaroma.

## Baumeigenschaften
Die gegen Feuerbrand resistenten Bäume haben einen mittelstarken Wuchs mit relativ flachen Ästen und teils hängenden Seitentrieben, welche teilweise tragend sind. Sie können als schlanke Spindel mit Jochgerüst erzogen werden. Die Blütezeit ist mittelfrüh bis früh und als Bestäuber eignet sich ‚Conference‘ sehr gut. Im Ertrag ist die Birne frühzeitig, regelmäßig und hoch und die Ernte 12 bis 19 Tage nach ‚Conference‘.

## Fruchteigenschaften
‚CH201‘ ist eine typisch geformte Birne und in Form und Fruchtgröße mit ca. 180–200 g einheitlich mittelgroß bis groß. Die Früchte haben eine attraktive rote Wange eine mittlere Stiellänge, mit einem teilweise kräftigen Stiel, sowie eine robuste Fruchthaut, eine knackige Textur und feste Konsistenz. Grundsätzlich sind die Birnen sehr saftig, haben einen süssen Geschmack und eine leichte Säure. Die Früchte sind sehr gut lagerfähig.

## Geschichte
Es begann im Jahr 2000, als Agronomen in der Forschungsanstalt Agroscope die geschmackvolle und robuste Birnensorte ‚Harrow Sweet‘ durch Handbestäubung mit der rotbackigen und besonders lagerfähigen Sorte ‚Verdi‘ kreuzten. Die Kreuzung der beiden Birnensorten stand am Beginn des Auswahlprozesses. Die Kerne der Kreuzungsfrüchte wurden anschließend ausgesät. So erhielten die Agronomen hunderte von Bäumen, von denen jeder eine andere genetische Zusammensetzung aufwies. Birnenzüchter Danilo Christen setzte 2009 nach einem jahrelangen Selektionsprozess auf die Sorte ‚CH201‘. Diese Sorte wurde nach guter Beobachtung und Prüfung unter der Marke „FRED®“ registriert.
Im Jahr 2021 wurden die ersten CH 201 Bäume zum erwerbsmäßigen Anbau in Deutschland angepflanzt. Anbauer sind Heinz-Josef und Henrik Hütten. Sie bewirtschaften den Birkshof. Der Betrieb liegt in Mönchengladbach am linken Niederrhein.